# Olivia Wiederkehr
Esther Olivia Wiederkehr Bertschi (* 4. Juli 1975 in Schlieren; heimatberechtigt in Dietikon und Dürrenäsch) ist eine Schweizer Künstlerin.

## Leben

### Herkunft, Bildung
Wiederkehr absolvierte 1991/92 den Vorkurs an der heutigen Zürcher Hochschule der Künste. Sie absolvierte schliesslich von 1993 bis 1997 eine Lehre als Dekorateurin. Von 1998 bis 2000 absolvierte sie ein Zwischendiplom in Szenografie an der Kunsthochschule Berlin-Weißensee und legte ebenfalls dort von 2000 bis 2002 ein Studium in Bildhauerei und zeitgenössische Kunst nach. 2004 schloss sie ein Kunstdiplom an der Fachhochschule Nordwestschweiz in Basel ab. 2014 schloss sie einen Master in Fine Arts an der Zürcher Hochschule der Künste ab. Während ihrer Zeit in Berlin arbeitete Wiederkehr unter anderem als Velokurierin. Bis 2021 arbeitete sie als Abteilungsleiterin Tapisserie/Polsterei im Theater Neumarkt Zürich. Sie kündigte diese Arbeit, um sich mehr auf ihre Kunst konzentrieren zu können, obwohl das ihre finanzielle Situation prekär werden liess.
Zu ihrer Berufung als Künstlerin sagte sie 2021:

«Ich hatte nie vor, Künstlerin zu werden, es war eine Berufung – und ging nicht anders.»

### Werk
2009/10 organisierte sie das Projekt Jardin Rouge in Zürich, wo sie «Perlen» der Performancekunst zeigen wollte. Sie selbst beschäftige sich neben eigenen Performances zu diesem Zeitpunkt mit grossflächiger Malerei.
In der Ausstellung Yes! Yes! Yes! No! No! 2020 in der Kunsthalle Wil setzte sich Wiederkehr intensiv mit Hannah Arendt und deren Arbeit zum Thema Freiheit insbesondere im  erst 2018 erschienenen Aufsatz Die Freiheit, frei zu sein auseinander. Passenderweise war es die erste Ausstellung der Kunsthalle, nachdem die Restriktionen während der COVID-19-Pandemie in der Schweiz gelockert worden waren. Das Motiv der Freiheit nahm sie anlässlich einer Ausstellung im Zimmermannhaus in Brugg im Frühjahr 2021 nochmals auf. In der Öffentlichkeit war sie dabei mit Plakaten präsent, die an Standorten aufgestellt waren, die dem Zimmermannhaus kostenlos zur Verfügung gestellt wurden, da diese aufgrund der Pandemie nicht gebucht worden waren. Die 18 Aussagen zur Freiheit, die darauf zu sehen waren, hatte sie bereits im September 2020 auf Kostümen von Tänzerinnen in Athen angebracht.
2022 organisierte sie im Kunstraum Aarau soziale Skulpturen an Happening Dinners, an denen Kunstinteressierte teilnehmen konnten. Mit aktivem Zuhören sollte aus Wissen Weisheit werden. Die Aktion nannte sie entsprechend How to generate Wisdom – free to change spaces.
Vom April bis Juni 2023 residierte Wiederkehr zusammen mit Lea Schaffner an der Primarschule Rütihof im Kanton Aargau. Anstoss für die Performance war die von der Schule gut sichtbare Uhr der Kapelle, die aus Restaurationsgründen nicht in Betrieb war. Für sechs Stunden wurde die Pausenklingel in der Schule ausgeschaltet, der Turm der Kapelle wurde mit der Aufschrift «Keine Zeit» versehen. Beendet wurde die Residenz mit einer Performance in der Turnhalle mit einem 180 Quadratmeter grossen Papierbogen.
Im Rahmen des Kunstprojekts Schmerzh – Erinnerungen verduften nicht arbeitete sie mit der stadtzürcherischen Fachstelle Kunst im öffentlichen Raum (KiöR) zusammen, um neue Formen von Denkmälern auszuprobieren. Im September 2024 liess sie mit dem Zürcher Parfumeur Andreas Wilhel  Düfte am Bullinger-, Ida-, Linden-, Röschibach- und Louis-Favre-Platz sowie beim alten Bahnhof Letten aus Schächten steigen. Ergänzt wurden diese Installationen mit rosa Kreisen, die sie auf die Strasse malte. Die Orte stehen beispielsweise mit der Geschichte von «Gastarbeitern», Verdingkindern und der offenen Drogenszene am Letten im Zusammenhang.

### Privates
Wiederkehr lebt mit ihrem Ehemann und zwei Kindern in Rüfenacht. Sie arbeitet in Brugg und Zürich.

## Werke
- Aargauer Kuratorium (Hrsg.): Common Actions. Edition Fink, Zürich 2023, ISBN 978-3-03746-267-6.